# Nabil Aankour
Nabil Aankour (Temsamane, 9 agosto 1993) è un calciatore marocchino, centrocampista dell'Al-Nahda.

## Statistiche

### Presenze e reti nei club
Statistiche aggiornate al 1º ottobre 2018.
| Stagione             | Squadra              | Campionato           | Campionato | Campionato | Coppe nazionali | Coppe nazionali | Coppe nazionali | Coppe continentali | Coppe continentali | Coppe continentali | Altre coppe | Altre coppe | Altre coppe | Totale | Totale |
| Stagione             | Squadra              | Comp                 | Pres       | Reti       | Comp            | Pres            | Reti            | Comp               | Pres               | Reti               | Comp        | Pres        | Reti        | Pres   | Reti   |
| -------------------- | -------------------- | -------------------- | ---------- | ---------- | --------------- | --------------- | --------------- | ------------------ | ------------------ | ------------------ | ----------- | ----------- | ----------- | ------ | ------ |
| 2014-2015            | Korona Kielce        | EK                   | 18         | 0          | CP              | 0               | 0               | -                  | -                  | -                  | -           | -           | -           | 18     | 0      |
| 2015-2016            | Korona Kielce        | EK                   | 27         | 0          | CP              | 1               | 0               | -                  | -                  | -                  | -           | -           | -           | 28     | 0      |
| 2016-2017            | Korona Kielce        | EK                   | 29         | 4          | CP              | 0               | 0               | -                  | -                  | -                  | -           | -           | -           | 29     | 4      |
| 2017-2018            | Korona Kielce        | EK                   | 14         | 2          | CP              | 1               | 0               | -                  | -                  | -                  | -           | -           | -           | 15     | 2      |
| Totale Korona Kielce | Totale Korona Kielce | Totale Korona Kielce | 88         | 6          |                 | 2               | 0               |                    | -                  | -                  |             | -           | -           | 90     | 6      |
| 2018-2019            | Arka Gdynia          | EK                   | 6          | 0          | CP              | 1               | 1               | -                  | -                  | -                  | SP          | 0           | 0           | 7      | 1      |
| Totale carriera      | Totale carriera      | Totale carriera      | 94         | 6          |                 | 3               | 1               |                    | -                  | -                  |             | 0           | 0           | 97     | 7      |

## Palmarès

### Club

#### Competizioni nazionali
- Supercoppa di Polonia: 1

Arka Gdynia: 2018